# Appletons’ Cyclopædia of American Biography
Appletons’ Cyclopædia of American Biography ist ein biographisches Nachschlagewerk mit Artikeln zu bedeutenden Persönlichkeiten der Neuen Welt in 6 Bänden. Sie erschienen zwischen 1887 und 1889 im Verlag von Daniel Appleton. Ihre ohne Autorenangabe veröffentlichten Beiträge wurden über mehrere Jahrzehnte als autoritativ angesehen. Später wurde die Enzyklopädie berüchtigt für dutzende Biographien von Menschen, die nie existiert hatten.

## Überblick
Die Cyclopædia erfasst die Namen von mehr als 20.000 Bürgern der Vereinigten Staaten, inklusive damals lebender Personen. Darüber hinaus umfasst sie mehrere tausend Personen aller anderen Nord- und Südamerikanischen Länder. Ziel war es, alle bedeutenden Personen der Neuen Welt zu erfassen. Darüber hinaus enthielt das Werk auch die Namen von über 1000 Personen aus aller Welt, die eng mit der amerikanischen Geschichte verbunden waren. Illustriert ist die Cyclopædia mit 60 ganzseitigen Porträts und ca. 1500 kleineren Vignetten-Porträts, sowie einigen Faksimile-Autographen und mehreren hundert Ansichten von Geburtsorten, Wohnorten, Denkmalen und Grabmalen.
Keiner der Artikel ist signiert, was eine Herleitung der Artikel sehr erschwert und für manche Artikel sind keinerlei Autorenangaben vorhanden.

## Erfundene Biographien
Appletons’ Cyclopædia wurde berüchtigt für ca. 200 Biographien von erfundenen Personen.
Zuerst entdeckt wurden diese fingierten Einträge 1919 von John Hendley Barnhart Barnhart identifizierte 14 Biographien von Botanikern, die von Europa nach Amerika gekommen sein sollten, die er kommentierte und neu herausgab. 1939 waren dann schon 47 erfundene Biographien entdeckt, obwohl nur die Lemmata von H und V systematisch bearbeitet worden waren. Die Art der Erfindungen wurde 1937 durch Margaret Castle Schindler (Goucher College) dargestellt. Laut ihren Forschungen hatten

“The writer (or writers) of these articles must have had some scientific training, for most of the creations were scientists, and sufficient linguistic knowledge to have invented or adapted titles in six languages. He was certainly familiar with the history and geography of South America. Most of the places visited by his characters are real places, and most of the historical events in which they participated are genuine. However, he sometimes made mistakes by which his fraudulent work can be detected.”

„Die Autoren dieser Artikel […] sowohl einige naturwissenschaftliche Ausbildung, weil die meisten Artikel Naturwissenschaftler betrafen, als auch ausreichend linguistische Fähigkeiten, um Titel in sechs verschiedenen Sprachen zu erfinden bzw. zu adaptieren.
Der Autor war gründlich vertraut mit der südamerikanischen Geschichte und Geographie. Die meisten Orte, die die „Sockenpuppen“ besuchten, sind reale Orte, und auch die meisten historischen Ereignisse, an denen sie teilnahmen, waren belegt. Allerdings machte der Autor manchmal Fehler, woran man seine Fälschungen erkennen kann.“

George Zorn identifiziert den Autor der „phantom Jesuit articles“ als William Christian Tenner und entdeckte 42 erfundene Einträge. Dobson hält Hermann Ritter für die Quelle der Fälschungen, der Artikel über Süd- und Mittelamerikaner ab Band 3 verfasst hat. Dobson argumentiert, dass die ersten beiden Bände, in denen Juan G. Puron diese Artikel verfasst hat, beinahe frei von „Problem-Artikeln“ sind, auch wenn er den Artikel über „Dávila, Nepomuceno“ als verdächtig, aber nicht erfunden außerhalb des Schattens eines Zweifels klassifiziert.
Autoren der Appletons’ Cyclopædia durften neue Artikel vorschlagen und wurden nach deren Länge bezahlt. Die Artikel wurden von der Redaktion nur auf formale Kriterien überprüft. Appletons’ Cyclopædia gilt aber trotzdem als ein „wertvolles und autoritatives Werk“ (valuable and authoritative work), allerdings müssen die Artikel zu lateinamerikanischen Personen mit Vorbehalt betrachtet und nur nach Prüfung weiterer Quellen verwendet werden.

## Ausgaben
Die erste Ausgabe der Cyclopædia wurde 1887 bis 1889 durch D. Appleton and Company in New York veröffentlicht. Als Herausgeber zeichneten James Grant Wilson und John Fiske; der Redakteur war Rossiter Johnson (1840–1931) von 1886 bis 1888. Ein siebter Band mit Anhang und ergänzenden Listen, sowie einem thematischen Index wurde 1901 nachgeliefert.
Die Cyclopædia wurde 1968 unkorrigiert durch die Gale Research Company neu aufgelegt.